# Wereldkampioenschap superbike van Monza 2008
Het wereldkampioenschap superbike van Monza 2008 was de vijfde ronde van het wereldkampioenschap superbike en het wereldkampioenschap Supersport 2008. De races werden verreden op 9-11 mei 2008 op het Autodromo Nazionale Monza nabij Monza, Italië.

## Superbike

### Race 1
| Pos | Nr  | Rijder            | Constructeur | Rondes | Tijd         | Grid | Punten |
| --- | --- | ----------------- | ------------ | ------ | ------------ | ---- | ------ |
| 1   | 76  | Max Neukirchner   | Suzuki       | 18     | 32:02.851    | 2    | 25     |
| 2   | 41  | Noriyuki Haga     | Yamaha       | 18     | +0.058       | 3    | 20     |
| 3   | 21  | Troy Bayliss      | Ducati       | 18     | +0.672       | 1    | 16     |
| 4   | 34  | Yukio Kagayama    | Suzuki       | 18     | +0.771       | 5    | 13     |
| 5   | 3   | Max Biaggi        | Ducati       | 18     | +3.869       | 9    | 11     |
| 6   | 23  | Ryuichi Kiyonari  | Honda        | 18     | +5.995       | 8    | 10     |
| 7   | 10  | Fonsi Nieto       | Suzuki       | 18     | +8.788       | 7    | 9      |
| 8   | 7   | Carlos Checa      | Honda        | 18     | +9.374       | 4    | 8      |
| 9   | 84  | Michel Fabrizio   | Ducati       | 18     | +10.667      | 13   | 7      |
| 10  | 96  | Jakub Smrž        | Ducati       | 18     | +10.771      | 15   | 6      |
| 11  | 36  | Gregorio Lavilla  | Honda        | 18     | +12.180      | 16   | 5      |
| 12  | 11  | Troy Corser       | Yamaha       | 18     | +14.719      | 12   | 4      |
| 13  | 38  | Shinichi Nakatomi | Yamaha       | 18     | +32.734      | 17   | 3      |
| 14  | 57  | Lorenzo Lanzi     | Ducati       | 18     | +36.550      | 23   | 2      |
| 15  | 194 | Sébastien Gimbert | Yamaha       | 18     | +36.607      | 19   | 1      |
| 16  | 83  | Russell Holland   | Honda        | 18     | +52.464      | 22   |        |
| 17  | 22  | Luca Morelli      | Honda        | 18     | +56.929      | 24   |        |
| 18  | 88  | Shuhei Aoyama     | Honda        | 18     | +1:27.543    | 21   |        |
| 19  | 49  | Michael Beck      | Yamaha       | 18     | +1:28.342    | 28   |        |
| DNF | 100 | Makoto Tamada     | Kawasaki     | 16     | Ongeluk      | 14   |        |
| DNF | 110 | Lorenzo Mauri     | Ducati       | 14     | Uitgevallen  | 25   |        |
| DNF | 13  | Vittorio Iannuzzo | Kawasaki     | 13     | Uitgevallen  | 20   |        |
| DNF | 86  | Ayrton Badovini   | Kawasaki     | 8      | Uitgevallen  | 18   |        |
| DNF | 111 | Rubén Xaus        | Ducati       | 7      | Ongeluk      | 6    |        |
| DNF | 55  | Régis Laconi      | Kawasaki     | 3      | Uitgevallen  | 11   |        |
| DNF | 77  | Loïc Napoleone    | Yamaha       | 1      | Uitgevallen  | 27   |        |
| DNF | 31  | Karl Muggeridge   | Honda        | 0      | Uitgevallen  | 10   |        |
| DNS | 200 | Giovanni Bussei   | Honda        | 0      | Niet gestart | 26   |        |
| DNS | 54  | Kenan Sofuoğlu    | Honda        | 0      | Niet gestart |      |        |

### Race 2
| Pos | Nr  | Rijder            | Constructeur | Rondes | Tijd         | Grid | Punten |
| --- | --- | ----------------- | ------------ | ------ | ------------ | ---- | ------ |
| 1   | 41  | Noriyuki Haga     | Yamaha       | 18     | 32:07.576    | 3    | 25     |
| 2   | 76  | Max Neukirchner   | Suzuki       | 18     | +0.009       | 2    | 20     |
| 3   | 23  | Ryuichi Kiyonari  | Honda        | 18     | +0.051       | 8    | 16     |
| 4   | 10  | Fonsi Nieto       | Suzuki       | 18     | +4.489       | 7    | 13     |
| 5   | 84  | Michel Fabrizio   | Ducati       | 18     | +10.272      | 13   | 11     |
| 6   | 31  | Karl Muggeridge   | Honda        | 18     | +10.376      | 10   | 10     |
| 7   | 111 | Rubén Xaus        | Ducati       | 18     | +10.496      | 6    | 9      |
| 8   | 11  | Troy Corser       | Yamaha       | 18     | +12.498      | 12   | 8      |
| 9   | 86  | Ayrton Badovini   | Kawasaki     | 18     | +19.429      | 18   | 7      |
| 10  | 36  | Gregorio Lavilla  | Honda        | 18     | +26.373      | 16   | 6      |
| 11  | 57  | Lorenzo Lanzi     | Ducati       | 18     | +26.544      | 23   | 5      |
| 12  | 38  | Shinichi Nakatomi | Yamaha       | 18     | +26.895      | 17   | 4      |
| 13  | 83  | Russell Holland   | Honda        | 18     | +27.761      | 22   | 3      |
| 14  | 194 | Sébastien Gimbert | Yamaha       | 18     | +29.661      | 19   | 2      |
| 15  | 49  | Michael Beck      | Yamaha       | 18     | +1:29.001    | 28   | 1      |
| 16  | 88  | Shuhei Aoyama     | Honda        | 15     | +3 ronden    | 21   |        |
| DNF | 100 | Makoto Tamada     | Kawasaki     | 17     | Uitgevallen  | 14   |        |
| DNF | 3   | Max Biaggi        | Ducati       | 15     | Ongeluk      | 9    |        |
| DNF | 96  | Jakub Smrž        | Ducati       | 18     | Ongeluk      | 15   |        |
| DNF | 7   | Carlos Checa      | Honda        | 9      | Ongeluk      | 4    |        |
| DNF | 77  | Loïc Napoleone    | Yamaha       | 9      | Uitgevallen  | 27   |        |
| DNF | 21  | Troy Bayliss      | Ducati       | 8      | Uitgevallen  | 1    |        |
| DNF | 55  | Régis Laconi      | Kawasaki     | 6      | Ongeluk      | 11   |        |
| DNF | 34  | Yukio Kagayama    | Suzuki       | 4      | Ongeluk      | 5    |        |
| DNF | 13  | Vittorio Iannuzzo | Kawasaki     | 3      | Uitgevallen  | 20   |        |
| DNF | 22  | Luca Morelli      | Honda        | 1      | Uitgevallen  | 24   |        |
| DNS | 110 | Lorenzo Mauri     | Ducati       | 0      | Niet gestart | 25   |        |
| DNS | 200 | Giovanni Bussei   | Honda        | 0      | Niet gestart | 26   |        |
| DNS | 54  | Kenan Sofuoğlu    | Honda        | 0      | Niet gestart |      |        |

## Supersport
| Pos | Nr  | Rijder               | Constructeur | Rondes | Tijd        | Grid | Punten |
| --- | --- | -------------------- | ------------ | ------ | ----------- | ---- | ------ |
| 1   | 99  | Fabien Foret         | Yamaha       | 16     | 29:38.261   | 3    | 25     |
| 2   | 25  | Josh Brookes         | Honda        | 16     | +1.199      | 2    | 20     |
| 3   | 23  | Broc Parkes          | Yamaha       | 16     | +6.736      | 1    | 16     |
| 4   | 88  | Andrew Pitt          | Honda        | 16     | +11.398     | 7    | 13     |
| 5   | 127 | Robbin Harms         | Honda        | 16     | +11.477     | 8    | 11     |
| 6   | 18  | Craig Jones          | Honda        | 16     | +11.716     | 12   | 10     |
| 7   | 55  | Massimo Roccoli      | Yamaha       | 16     | +11.757     | 4    | 9      |
| 8   | 14  | Matthieu Lagrive     | Honda        | 16     | +12.186     | 9    | 8      |
| 9   | 26  | Joan Lascorz         | Honda        | 16     | +14.847     | 16   | 7      |
| 10  | 147 | Ángel Rodríguez      | Yamaha       | 16     | +15.175     | 14   | 6      |
| 11  | 8   | Mark Aitchison       | Triumph      | 16     | +21.256     | 10   | 5      |
| 12  | 13  | Cristiano Migliorati | Kawasaki     | 16     | +24.899     | 17   | 4      |
| 13  | 69  | Gianluca Nannelli    | Honda        | 16     | +25.077     | 11   | 3      |
| 14  | 31  | Vesa Kallio          | Honda        | 16     | +25.160     | 18   | 2      |
| 15  | 21  | Katsuaki Fujiwara    | Kawasaki     | 16     | +26.429     | 13   | 1      |
| 16  | 44  | David Salom          | Yamaha       | 16     | +46.152     | 22   |        |
| 17  | 83  | Didier Van Keymeulen | Suzuki       | 16     | +46.160     | 21   |        |
| 18  | 32  | Mirko Giansanti      | Honda        | 16     | +46.192     | 28   |        |
| 19  | 199 | Danilo Dell'Omo      | Honda        | 16     | +46.264     | 24   |        |
| 20  | 101 | Kev Coghlan          | Honda        | 16     | +46.327     | 29   |        |
| 21  | 47  | Ivan Clementi        | Triumph      | 16     | +46.509     | 31   |        |
| 22  | 51  | Santiago Barragán    | Honda        | 16     | +57.599     | 30   |        |
| 23  | 38  | Grégory Leblanc      | Honda        | 16     | +58.057     | 32   |        |
| 24  | 37  | William De Angelis   | Honda        | 16     | +58.415     | 26   |        |
| 25  | 4   | Lorenzo Alfonsi      | Honda        | 16     | +1:11.614   | 25   |        |
| 26  | 75  | Luka Nedog           | Honda        | 16     | +1:19.957   | 34   |        |
| 27  | 15  | Gergõ Talmácsi       | Honda        | 16     | +1:19.985   | 36   |        |
| DNF | 17  | Miguel Praia         | Honda        | 13     | Uitgevallen | 19   |        |
| DNF | 77  | Barry Veneman        | Suzuki       | 7      | Ongeluk     | 15   |        |
| DNF | 105 | Gianluca Vizziello   | Honda        | 7      | Uitgevallen | 6    |        |
| DNF | 9   | Chris Walker         | Kawasaki     | 4      | Uitgevallen | 20   |        |
| DNF | 116 | Simone Sanna         | Honda        | 3      | Uitgevallen | 33   |        |
| DNF | 65  | Jonathan Rea         | Honda        | 2      | Uitgevallen | 5    |        |
| DNF | 24  | Garry McCoy          | Triumph      | 2      | Uitgevallen | 23   |        |
| DNF | 72  | Attila Magda         | Honda        | 1      | Ongeluk     | 37   |        |
| DNF | 28  | Ruggero Scambia      | Triumph      | 0      | Ongeluk     | 35   |        |
| DNF | 81  | Graeme Gowland       | Honda        | 0      | Ongeluk     | 27   |        |

## Tussenstanden na wedstrijd

### Superbike
| Pos | Nr | Rijder          | Team   | Punten |
| --- | -- | --------------- | ------ | ------ |
| 1   | 21 | Troy Bayliss    | Ducati | 194    |
| 2   | 7  | Carlos Checa    | Honda  | 116    |
| 3   | 41 | Noriyuki Haga   | Yamaha | 112    |
| 4   | 76 | Max Neukirchner | Suzuki | 111    |
| 5   | 10 | Fonsi Nieto     | Suzuki | 107    |

### Supersport
| Pos | Nr | Rijder       | Team   | Punten |
| --- | -- | ------------ | ------ | ------ |
| 1   | 26 | Joan Lascorz | Honda  | 77     |
| 2   | 99 | Fabien Foret | Yamaha | 71     |
| 3   | 23 | Broc Parkes  | Yamaha | 65     |
| 4   | 88 | Andrew Pitt  | Honda  | 63     |
| 5   | 25 | Josh Brookes | Honda  | 63     |

1990 · 1992 · 1993 · 1995 · 1996 · 1997 · 1998 · 1999 · 2000 · 2001 · 2002 · 2003 · 2004 · 2005 · 2006 · 2007 · 2008 · 2009 · 2010 · 2011 · 2012 · 2013